# 연습곡 (영화)
연습곡(練習曲: 單車環島日誌, Island Etude)은 대만에서 제작된 후아이-엔 첸 감독의 2006년 드라마 영화이다. 동명상 등이 주연으로 출연하였다.

## 출연

### 주연
- 동명상
- 오념진

## 같이 보기
- 대만 영화